# NGC 3054
NGC 3054 (również PGC 28571) – galaktyka spiralna z poprzeczką (SBb), znajdująca się w gwiazdozbiorze Hydry. Odkrył ją Christian Peters 3 kwietnia 1859 roku.
W galaktyce tej zaobserwowano supernowe SN 2004de i SN 2006T.